# Massiel
María Félix de los Ángeles Santamaría Espinosa, bedre kendt som Massiel (født 2. august 1947 i Madrid, Spanien), er en spansk sangerinde.
Hun er først og fremmest kendt for sangen Lalalala, der vandt Eurovisionens Melodi Grand Prix i London i 1968.
Egentlig havde Spanien først en anden kandidat, som dog nægtede at optræde, hvis han ikke måtte synge på sit modersmål catalansk. På grund af den strenge censur i datidens Spanien under Franco fik han ikke lov, og Massiel blev i stedet sat ind og forberedte sin sang og optræden på blot ni dage.
Massiel synger og optræder stadig, men er især kendt for sin frembrusende og til tider berusede optræden i de mange spanske talk-shows.[kilde mangler]